# Brema (kraj związkowy)

Położenie kraju związkowego

Brema, Wolne Hanzeatyckie Miasto Brema (niem. Bremen, Freie Hansestadt Bremen) – najmniejszy pod względem powierzchni i ludności kraj związkowy Niemiec. Stolicą kraju związkowego jest miasto Brema. Leży nad dolnym biegiem i ujściem Wezery i obejmuje oddalone od siebie o około 53 km miasta (Stadtgemeinde): Brema (ok. 325 km² i ok. 569 tys. mieszkańców) i Bremerhaven (ok. 94 km² i ok. 115 tys. mieszkańców). Brema jako kraj związkowy podzielony jest na dwie enklawy na terytorium kraju związkowego Dolna Saksonia, które obejmują odpowiednio miasta Brema oraz Bremerhaven, natomiast Port Brema-Bremerhaven będący częścią miasta Brema stanowi eksklawę graniczącą z miastem Bremerhaven (patrz mapka położenia kraju związkowego).
Mimo niedużej powierzchni terytorium, kraj związkowy posiada kilka obszarów o charakterze naturalnym, służących jako miejsce wypoczynku mieszkańców obu miast. Na niektórych z nich chroniona jest rzadka roślinność nadrzeczna.
Najwyższe naturalne wzniesienie w kraju związkowym stanowi położony 32,5 m n.p.m. park Friedehorstpark w Bremie, w dzielnicy Burglesum.
Nieoficjalnym hymnem kraju związkowego jest Der Bremer Schlüssel.

## Podział administracyjny
Kraj związkowy Brema dzieli się na dwie gminy miejskie (Stadtgemeinde), które dzielą się na okręgi administracyjne (Stadtbezirk), okręgi dzielą się na dzielnice (Stadtteil) a dzielnice dzielą się również na własne dzielnice (Ortsteil).
- Brema liczy 569 396 mieszkańców (31 grudnia 2022) i składa się z pięciu okręgów administracyjnych (Mitte, Nord, Ost, Süd i West), te z kolei podzielone są na 23 dzielnice, które podzielone są na 88 dzielnic.
- Bremerhaven liczy 115 468 mieszkańców (31 grudnia 2022) i dzieli się na dwa okręgi administracyjne (Nord i Süd), te z kolei podzielone są na dziewięć dzielnic, które podzielone są na 24 dzielnice.

## Demografia
Liczba ludności w kraju związkowym na dzień 31 grudnia 2017 wynosiła 681 032 mieszkańców.
| Rok  | Brema   | Bremerhaven | Kraj związkowy Brema |
| ---- | ------- | ----------- | -------------------- |
| 1946 | 377 696 | 97.000      | 474 696              |
| 1950 | 441 025 | 113.176     | 554 201              |
| 1960 | 557 461 | 140.121     | 697 582              |
| 1970 | 592 533 | 142.919     | 735 452              |
| 1980 | 555 118 | 138.728     | 693 846              |
| 1990 | 551 219 | 130.446     | 681 665              |
| 2000 | 539 403 | 120.822     | 660 225              |
| 2010 | 547 340 | 113.366     | 660 706              |
| 2011 | 544 043 | 112.982     | 656 025              |
| 2012 | 546 451 | 108.323     | 654 774              |
| 2014 | 551 767 | 110 121     | 661 888              |
| 2016 | 565 719 | 113 034     | 678 753              |
| 2017 | 568 006 | 113 026     | 681 032              |

W 1961 obcokrajowcy stanowili zaledwie 1% wszystkich mieszkańców kraju związkowego. W 1970 – 3,3%, a w 1980 w kraju związkowym mieszkało już 6,9% obcokrajowców. W 1990 obcokrajowcy stanowili już 10% mieszkańców landu, a w 2006 – 12,4%.

## Polityka
Władza ustawodawcza należy w Bremie do Bürgerschaft (dosłownie: Mieszczaństwo), lokalnego parlamentu odpowiadającego landtagom dużych krajów związkowych, którego członkowie są wybierani w dwóch okręgach Brema i Bremerhaven na cztery lata w pięcioprzymiotnikowych wyborach (powszechne, równe, bezpośrednie, wolne i tajne, wedle art. 75 BremLV – Konstytucji Krajowej Bremy). 66 spośród 67 wybieranych na terenie miasta Brema posłów należy jednocześnie do rady miejskiej (przy ich wyborze obowiązuje inna ordynacja, uwzględniająca głosy wszystkich obywateli Unii Europejskiej zamieszkałych w Bremie). Poza tym władza ustawodawcza jest sprawowana bezpośrednio przez lud, który może rozstrzygać w referendach.
Władzę wykonawczą w Bremie sprawuje senat, odpowiadający rządom krajowym, na czele rządu stoi prezydent senatu.
Szczególne stosunki panują między dwoma miastami – gminami miejskimi (Stadtgemeinde) tworzącymi kraj związkowy, Bremą i Bremerhaven. Bremerhaven posiada bardzo szeroki zakres swobód, jego status miasta nie wymaga akceptacji Bürgerschaftu, ponadto posiada kompetencje w sprawach edukacji i policji, w Niemczech w zasadzie przysługujące krajom związkowym.
Od lat w prasie i w wypowiedziach polityków szczebla federalnego sugeruje się połączenie kilku północnoniemieckich krajów związkowych, przede wszystkim zaś likwidację kraju związkowego Brema, na przykład poprzez połączenie z Dolną Saksonią. W samej Bremie pomysł nie jest przyjmowany entuzjastycznie.

## Gospodarka
Swoje fabryki mają tutaj m.in.: Daimler AG, Airbus, Kraft Foods Group.

## Transport

### Transport drogowy
Przez teren kraju związkowego przebiegają cztery autostrady: A1, A27, A270 oraz A281.
Brema jako pierwszy kraj związkowy w Niemczech wprowadziła 9 kwietnia 2008 ograniczenie szybkości do 120 km/h na autostradach przebiegających przez teren landu. W innych częściach Niemiec limity prędkości na autostradach nie obowiązują.

### Transport lotniczy
W landzie znajdują się dwa lotniska. Międzynarodowy Port lotniczy Brema w dzielnicy Neustadt oraz lotnisko Bremerhaven w dzielnicy Fischereihafen.

### Transport morski
Port Brema-Bremerhaven, to po Hamburgu drugi pod względem ilości przeładunków port morski Niemiec.